# Torstuna socken
Torstuna socken i Uppland ingick i Torstuna härad, ingår sedan 1971 i Enköpings kommun i Uppsala län och motsvarar från 2016 Torstuna distrikt.
Socknens areal är 69,18 kvadratkilometer, varav 68,84 land. År 2000 fanns här 690 invånare. Sockenkyrkan Torstuna kyrka ligger i socknen. 

## Administrativ historik
Torstuna socken omtalas första gången i ett odaterat brev från slutet av 1100-talet (In parrochia Torstunum').
Vid kommunreformen 1862 övergick socknens ansvar för de kyrkliga frågorna till Torstuna församling och för de borgerliga frågorna till Torstuna landskommun. Landskommunens inkorporerades 1952 i Fjärdhundra landskommun som 1971 uppgick i Enköpings kommun då området också överfördes från Västmanlands län till Uppsala län.  Församlingen uppgick 2006 i Fjärdhundra församling.
1 januari 2016 inrättades distriktet Torstuna, med samma omfattning som församlingen hade 1999/2000.  
Socknen har tillhört län, fögderier, tingslag och domsagor enligt vad som beskrivs i artikeln Torstuna härad.  De indelta soldaterna tillhörde Västmanlands regemente, Salbergs kompani och Livregementets grenadjärkår, Östra Västmanlands kompani.

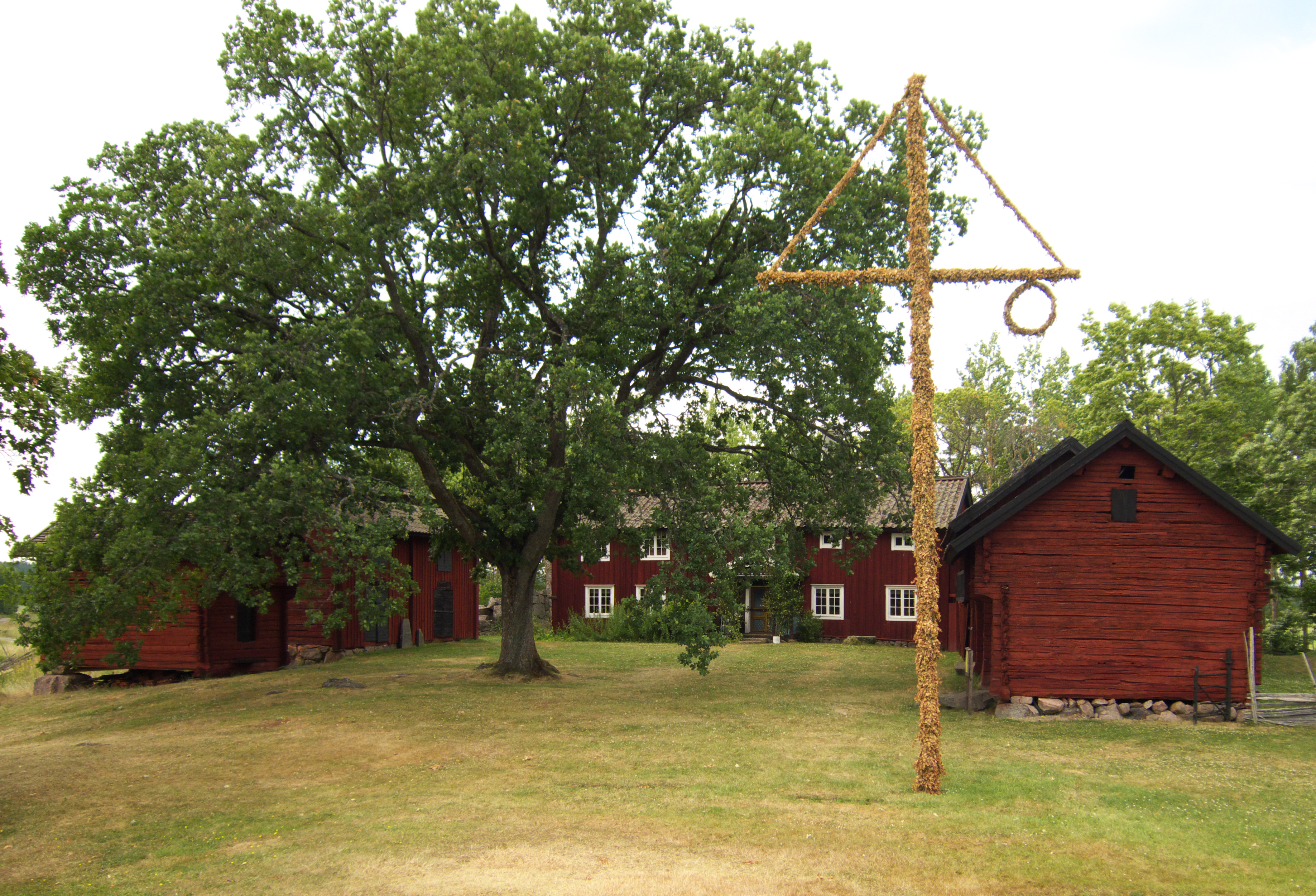
Hembygdsgården Härled i Torstuna socken

## Geografi
Torstuna socken ligger norr om Enköping kring Enköpingsåsen med Skattmansöån, som flyter till Örsundaån i nordväst. Socknen är en slättbygd med viss skogsbygd i norr.
I nordväst ligger Skattmansöådalens fritidsområde och naturreservat. I söder ligger Vånsjöåsens naturreservat och gravfält.

## Fornlämningar
Från bronsåldern finns spridda stensättningar, liksom många skärvstenshögar och skålgropar. Från järnåldern härstammar 34 gravfält. Det finns en fornborg och en runsten.

## Namnet
Namnet (1287 Thorstunum) kommer från kyrkbyn. Förleden innehåller gudanamnet Tor. Efterleden är tuna, 'inhägnad plats'. Torstuna har varit tingsplats för Torsåkers hundare.